# Berry-au-Bac

Berry-au-Bac este o comună în departamentul Aisne din nordul Franței. În 1 ianuarie 2022 avea o populație de 720 de locuitori.